# Nyängestjärnen (Sorsele socken, Lappland)
Nyängestjärnen är en sjö i Sorsele kommun i Lappland och ingår i Umeälvens huvudavrinningsområde. Sjön har en area på 0,203 kvadratkilometer och ligger 323 meter över havet.

## Delavrinningsområde
Nyängestjärnen ingår i det delavrinningsområde (723620-159681) som SMHI kallar för Ovan 723438-159860. Medelhöjden är 331 meter över havet och ytan är 11,36 kvadratkilometer. Det finns inga avrinningsområden uppströms utan avrinningsområdet är högsta punkten. Vattendraget som avvattnar avrinningsområdet har biflödesordning 4, vilket innebär att vattnet flödar genom totalt 4 vattendrag innan det når havet efter 255 kilometer. Avrinningsområdet består mestadels av skog (60 procent) och sankmarker (19 procent). Avrinningsområdet har 0,61 kvadratkilometer vattenytor vilket ger det en sjöprocent på 5,4 procent.